# 蒙多維之戰
蒙多維之戰爆發於1796年4月21日，法軍在拿破崙的帶領下與薩丁尼亞王國軍隊戰鬥。當中拿破崙的軍隊大約有17,500人，而皮埃蒙特則有科里將軍率領的13,000人。法軍最後在拿破崙的領導下獲得了勝利。

## 外部連結
- Francesco Frasca, The First Italian Campaign as seen by the artists of the Dépôt de la Guerre.